# Kostel svaté Kateřiny (Slavíkovice)
Kostel svaté Kateřiny je filiální kostel v římskokatolické farnosti Kdousov, nachází se na návrší v severní části nedaleko Návesního rybníka v obci Slavíkovice. Kostel je monumentální pozdně barokní jednolodní stavbou s románským jádrem. Kostel se nachází uprostřed hřbitova a je ohrazen zdí s polygonálními kaplemi ve zdi. Kostel je chráněn jako kulturní památka České republiky.
Součástí kostela jsou tři oltáře a varhany, v areálu pak jsou dvě kaple ve zdi kostela.

## Historie
Kostel byl postaven pravděpodobně na místě původního románského kostela přibližně z 1. poloviny 13. století, jeho součástí byla i věž, která se dochovala do dnešní doby. V roce 1671 již kostel stál, ale v pusté obci. Během třicetileté války kostel byl opuštěn. Kostel v dnešní podobě byl postaven v roce 1749 (o jeho vybudování se zasloužil primárně farář z kdousovské farnosti – Karl Poisl, budoval kostel od roku 1745, hned poté, co dokončil přestavbu fary v Kdousově – pravděpodobně zvolil stejného architekta pro kostel svatého Linharta v Kdousově i pro kostel svaté Kateřiny ve Slavíkovicích), věž byla ke stavbě kostela připojena později. V roce 1931 byla ku kostelu přivedena silnice z obce.